# Sunman (jogo eletrônico)
Sunman é um jogo eletrônico lançado pela Sunsoft e EIM em 1992. Jogo semelhante ao Batman e Superman.

## História
O jogo foi originalmente intitulada Superman, mas depois Sunsoft perdeu seu lançamento, foi alterado para Sunman. O jogo apresenta um super-herói, chamado Sunman. Ele lembra muito o Super-Homem com sua capa, e as habilidades de voo, bem como a tela de título jogos parece coincidir com o logo do Superman. O envolvimento da Sunsoft com outras licenças de personagens da DC Comics levar alguns a especular que esse Sunman foi destinado a ser um jogo de Superman, mas DC por alguma razão decidiu não ir junto e o jogo teve algumas mudanças feitas para perder a semelhança. Em entrevista ao planejador e diretor Kenji Eno, foi confirmado que este foi originalmente destinado a ser um jogo de Super-Homem.
O jogo foi obtida por The Lost Levels, um site especializado em jogos de vídeo inéditas e protótipos, de um colecionador europeu sem qualquer informação sobre o que era. Foi a muito surpresa ao descobrir um jogo sem aviso prévio, inédito que pode ser funcionalmente jogado através do começo ao fim. O jogo foi disponibilizado para o jogo como uma ROM para uso com um emulador de NES. O protótipo áspero início da ROM também foi feita para lançamento em The Lost Levels, e ele de fato tinha sprites de Super-Homem como os sprites originais para o personagem principal, e a música de fundo tocada no jogo substituídos por Superman Theme de John Williams.
Outro carrinho Sunsoft inédito em os EUA podem ser feitas para confirmar que esta foi de fato Superman 2 originalmente, como os níveis são idênticos aos Sunman, no entanto eles estão em uma forma menos acabado, e que o jogador é capaz de pular níveis, fazendo uma pausa e pressionando o botão seleciona.

## Modos de Jogabilidade
- Up - Faz Sunman mosca. Durante o voo, ele se move Sunman cima.
- Esquerda, Direita - Faz Sunman mover para a esquerda ou direita.
- Baixa - Faz Sunman. Durante o voo, ele se move para baixo Sunman.
- Início - Pausa o jogo. Duh.
- Selecione - Não faz nada.
- B - Faz Sunman soco. Durante certas batalhas, este botão faz com que ele dispare lasers de seus olhos. Ao saltar, bater este botão fará Sunman voar.
- A - Faz Sunman salto. Se este botão for atingido enquanto jumping, Sunman vai começar a voar. Durante os segmentos botão esmagou, este botão irá destruir o seu pulso.